# Championnat du Maroc de football 2001-2002
Navigation
Botola
2000-2001 Botola
2002-2003
Le Championnat du Maroc de football 2001-2002 est la 74e édition du championnat du Maroc de football. Elle voit la victoire du Hassania d'Agadir qui remporte le premier titre de son histoire.

## Compétition

### Classement
| Rang | Équipe                        | Pts | J  | G  | N  | P  | Bp | Bc | Diff |
| ---- | ----------------------------- | --- | -- | -- | -- | -- | -- | -- | ---- |
| 1    | Hassania d'Agadir             | 65  | 30 | 19 | 8  | 3  | 41 | 14 | +27  |
| 2    | Wydad AC                      | 62  | 30 | 18 | 8  | 4  | 38 | 14 | +24  |
| 3    | Raja Club Athletic T CdT      | 55  | 30 | 16 | 7  | 7  | 42 | 18 | +24  |
| 4    | Maghreb de Fès                | 52  | 30 | 13 | 13 | 4  | 31 | 16 | +15  |
| 5    | Olympique Club de Khouribga   | 47  | 30 | 12 | 11 | 7  | 32 | 22 | +10  |
| 6    | FAR de Rabat                  | 42  | 30 | 10 | 12 | 8  | 27 | 24 | +3   |
| 7    | Tihad Sportif Club            | 41  | 30 | 10 | 11 | 9  | 24 | 26 | -2   |
| 8    | Ittihad Zemmouri de Khémisset | 35  | 30 | 9  | 8  | 13 | 22 | 29 | -7   |
| 9    | Jeunesse sportive El Massira  | 35  | 30 | 8  | 11 | 11 | 32 | 45 | -13  |
| 10   | CODM de Meknès                | 34  | 30 | 8  | 10 | 12 | 18 | 26 | -8   |
| 11   | Renaissance de Settat         | 32  | 30 | 8  | 8  | 14 | 20 | 34 | -14  |
| 12   | Kawkab de Marrakech           | 31  | 30 | 8  | 7  | 15 | 25 | 30 | -5   |
| 13   | FUS de Rabat V                | 31  | 30 | 6  | 13 | 11 | 17 | 22 | -5   |
| 14   | IR Tanger P                   | 31  | 30 | 6  | 13 | 11 | 27 | 35 | -8   |
| 15   | Stade marocain P ↓            | 30  | 30 | 7  | 9  | 14 | 22 | 41 | -19  |
| 16   | Raja de Beni Mellal -2 ↓      | 18  | 30 | 5  | 5  | 20 | 18 | 47 | -29  |

Qualifications africaines
- Ligue des champions de la CAF 2003
- Coupe d'Afrique des vainqueurs de coupe 2003
- Coupe de la CAF 2003
- Relégation en Botola 2 2002-2003

Abréviations
T : Tenant du titre

V : Vice-champion

CdT : Vainqueur de la Coupe du Trône 2001-2002

P : Promus de Botola 2 2000-2001

## Statistiques
- Meilleurs buteurs
  - 14 buts : Omar Zaouit (TSC)
  - 13 buts : Mohamed Ghafir (OCK)
  - 12 buts : Abdellatif Agja (HUSA)

- Meilleures attaques
  - 42 buts : Raja CA
  - 41 buts : Hassania d'Agadir
  - 38 buts : Wydad AC

- Meilleures défenses
  - 9 buts : Hassania d'Agadir
  - 12 buts : Wydad AC
  - 16 buts : Maghreb de Fès

## Bilan de la saison
| Championnat du Maroc de football 2001-2002                        |                               |
| Champion                                                          | Hassania d'Agadir (1er titre) |
| Coupes et trophées                                                |                               |
| Vainqueur de la Coupe du Trône 2001-2002                          | Raja Club Athletic            |
| Qualifications continentales                                      |                               |
| Ligue des champions de la CAF 2003                                | Hassania d'Agadir             |
| Coupe d'Afrique des vainqueurs de coupe 2003                      | Maghreb de Fès                |
| Coupe d'Afrique des vainqueurs de coupe 2003                      | Wydad AC                      |
| Coupe de la CAF 2003                                              | Raja Club Athletic C          |
| Promotions et relégations                                         |                               |
| Promus en Championnat du Maroc de football                        | Chabab Mohammédia             |
| Promus en Championnat du Maroc de football                        | KAC de Kénitra                |
| Relégués en Championnat du Maroc de football de deuxième division | Stade marocain                |
| Relégués en Championnat du Maroc de football de deuxième division | Raja de Beni Mellal           |